# گریت لاون

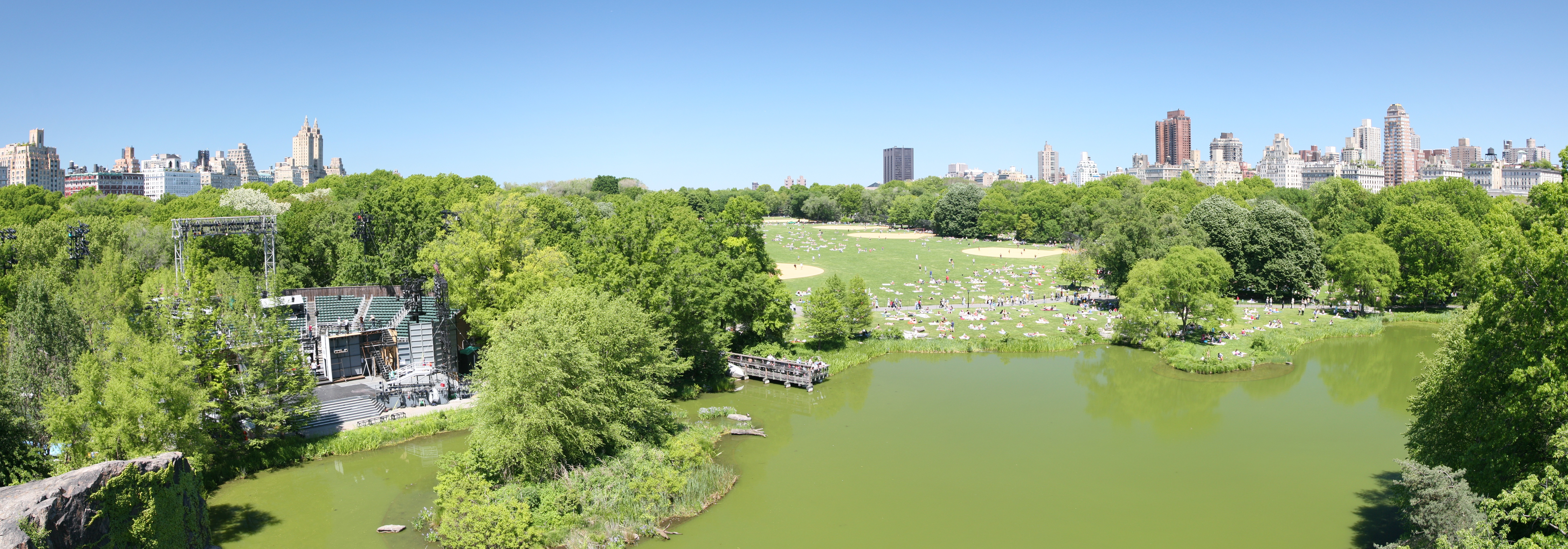
ترتل پاوند، سالن نمایش دلآکورت و گریت لاون در یک نما

گریت لاون یا گریت لاون اند ترتل پاوند (یا به فارسی:زمین چمن بزرگ و دریاچهٔ لاکپشت) دو تا از فضاهای موجود در پارک مرکزی نیویورک واقع در منهتن، ایالات متحده آمریکا هستند.

## توضیحات

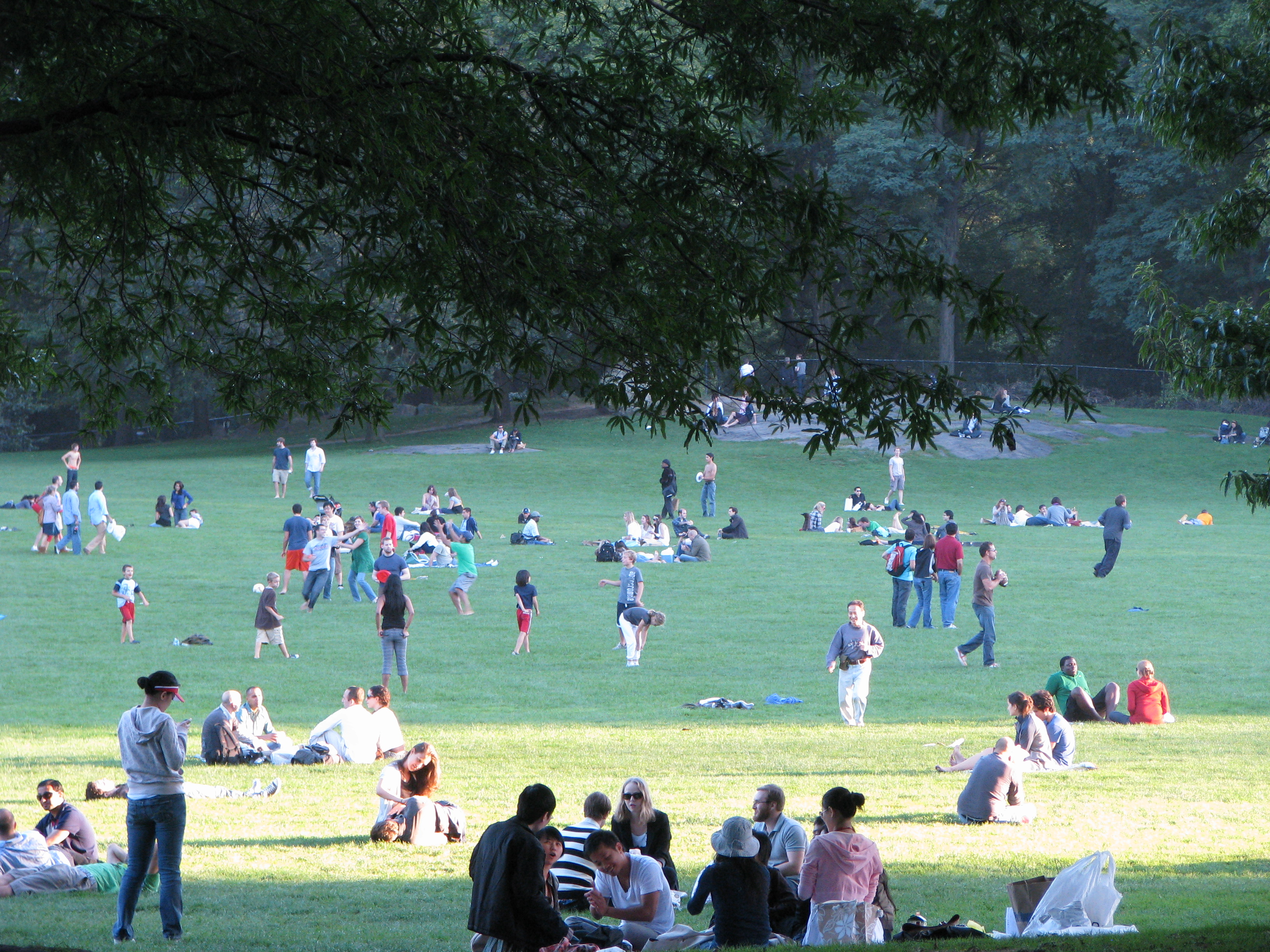
نمایی از گریت لاون

این زمین چمن و دریاچه که تقریباً مسطح و به شکل مستطیل هستند اندازه ای معادل ۳۵ جریب (۵٫۷ هکتار) دارند و قسمت مخزن آب پایینی سنترال پارک که در سال ۱۸۴۲ ساخته شده‌است را اشغال کرده‌اند. این بخش توسط فردریک لا اولمستد و کالورت وو طراحی شده بود و از بخشهای غیرقابل تغییر پارک مرکزی بود. تندیس شاه یوگایلا در بخش پایانی و شرقی ترتل پاوند قرار دارد و در غرب این دریاچه نیز سالن نمایش دلآکورت تیئتر قرار دارد. در میان دیوارهایی از جنس شیست مخزن آب فاصلهٔ بین خیابان‌های ۷۹ و ۸۶ را به‌طور عرضی در بر می‌گیرد.قلعه بلودیر که در سال ۱۸۶۹ ساخته شده‌است از جنوب این محوطه را در بر می‌گیرد.